# ブラッド・ガーリングハウス
ブラッドリー・ケント・ガーリングハウス（英: Bradley Kent Garlinghouse、1971年2月6日 - ）は、アメリカ合衆国の実業家。ブロックチェーン企業であるリップル社（Ripple Labs, Inc.）の最高経営責任者（CEO）として知られる。以前はYahoo!、AOL、Hightail（旧YouSendIt）などの企業で要職を歴任し、特に2006年にYahoo!社内で起草した「ピーナッツバター・マニフェスト」で注目を集めた。
ガーリングハウスは、ビットコインのアーリーアダプターとしても知られている。2012～2013年頃、当時エンジェル投資家であったガーリングハウスは、ユタ州で開催されたオーレン・ホフマンとピーター・ティールが主催するカンファレンス「Dialog」に参加したことでビットコインを知り、投資を開始した。これが2015年にリップル社の事業に参画するきっかけになった。リップル社に入社する以前は、Filecoinを開発するProtocol Labsにエンジェル投資家として投資していた。

## 経歴

### 生い立ち
カンザス州トピカに生まれ、カンザス大学で経済学を学び学士号を取得。その後、ハーバード・ビジネス・スクールでMBA（経営学修士）を取得した。

### AOLおよびYahoo!
2003年から2006年までAOLに在籍し、消費者向けアプリケーション部門のプレジデントを務めた。2006年にYahoo!に移籍し、上級副社長（SVP）としてYahoo! Mail、Messenger、Flickrなどのサービスを統括した。
同年11月には、社内の事業分散を批判したメモ「ピーナッツバター・マニフェスト（Peanut Butter Manifesto）」を社内向けに発表し、大きな反響を呼んだ。

### Hightail（YouSendIt）
2012年から2014年にかけて、ファイル転送サービス企業YouSendIt（後にHightailに改称）のCEOを務め、ブランドの刷新とモバイル戦略を推進した。

### Ripple Labs
2015年4月、ブロックチェーン事業を手がけるリップル社（Ripple Labs, Inc.）の事業に最高執行責任者（COO）として参画し、2016年12月に創業者のクリス・ラーセンに代わって最高経営責任者（CEO）に昇格した。
リップル社では、XRP Ledgerを基盤とする国際送金ネットワーク「RippleNet」や「Ripple Payments」の事業拡大を推進。2023年以降、カストディ事業者のMetaco、Standard Custody & Trust Company、プライムブローカーのHidden Roadの買収を通じて、企業向けの包括的なブロックチェーン金融インフラの構築を進めている。

## 訴訟と和解
2020年12月、米国証券取引員会（SEC）は暗号資産XRPの販売が未登録証券の販売にあたるとして、リップル社および同社役員のガーリングハウスとクリス・ラーセンを提訴した。
これに対して、2023年7月、連邦地方裁判所はXRPトークン自体は米国証券法上の証券には該当せず、一部の販売形態を除いて証券性を否定する判決を下した。2024年10月には役員2人に関して和解が成立し、2025年5月にはリップル社との和解することで合意が行われ、裁判所が命じた罰金総額1億2,503万ドルのうち、5,000万ドルの支払いで決着した。